# La Redorte

La Redorte este o comună în departamentul Aude din sudul Franței. În 1 ianuarie 2022 avea o populație de 1.275 de locuitori.